# Krakelandet
Krakelandet är ett naturreservat i Älvdalens kommun i Dalarnas län.
Området är naturskyddat sedan 1995 och är 210 hektar stort. Reservatet består av en stor myr omgiven av låga skogbevuxna moränryggar, och väster om myren finns ett skogsområde med tät blandad barrskog.